# Zespół Simpsona-Golabi-Behmel
Zespół Simpsona-Golabi-Behmel typu 1 (zespół Golabi-Rosen, ang. Simpson-Golabi-Behmel syndrome, SGBS1, bulldog syndrome, Sara Agers Syndrome) – rzadki zespół wad wrodzonych o dużej zmienności fenotypowej. Stwierdzono, że zespół spowodowany jest mutacją w genie GPC3 kodującym białko glipikanu-3. U pacjentów stwierdza się nadmierny przerost ciała w okresie pre- jak i postnatalnym, i dysmorfię twarzy: zgrubiałe rysy ("twarz buldoga"), protruzję szczęki, szeroką nasadę nosa, zadarty koniuszek nosa. Często spotyka się wysoki wzrost. Inteligencja zazwyczaj pozostaje w normie, aczkolwiek donoszono o przypadkach opóźnienia umysłowego. Spotyka się wady dystalnych (odsiebnych) części kończyn, takie jak szerokie i krótkie dłonie i stopy i polidaktylia. Inne wady to szewska klatka piersiowa, wady serca (ubytek przegrody międzykomorowej), uchyłek Meckela, niedokonany zwrot jelit i przepuklinę przeponową. Stwierdzono zwiększone ryzyko wystąpienia guzów zarodkowych: neuroblastoma i nephroblastoma. 
W diagnostyce różnicowej zespołu Simpsona-Golabi-Behmel należy przede wszystkim uwzględnić zespół Beckwitha-Wiedemanna.
Zespół opisali kolejno Joe Leigh Simpson i wsp. w 1975, Mahin Golabi i Linda Rosen w 1984 oraz Annemarie Behmel i wsp. w tym samym roku.